# Неисправность
Неиспра́вность — состояние объекта, при котором он не соответствует хотя бы одному из требований нормативно-технической и (или) конструкторской (проектной) документации.
В неисправное состояние объект попадает в случае повреждения или отказа, который приводит устройство в неработоспособное состояние.
Термин «Неисправность» относится к разряду технических. Данное событие как определение является неотъемлемой частью технической диагностики. Изучение неисправности определяет возможность увеличения надежности функционального объекта, а также прогнозирования остаточного ресурса. По результатам анализа неисправности возможна смена назначений элементов входящих в объект. Другими словами неисправность может быть как следствием, так и результатом.